# Ökosystemleistung
Der Begriff Ökosystemleistung (abgekürzt ÖSL; engl. ecosystem service, abgekürzt ESS oder ES; dt. auch: Ökosystemdienstleistung, kurz ÖSD, oder ökosystemare Dienstleistung) bezeichnet in der verbreitetsten Definition die „Nutzenstiftungen“ bzw. „Vorteile“ (engl. benefits), die Menschen von Ökosystemen beziehen. Der Begriff ist seit Beginn dieses Jahrtausends zu einem Schlüsselkonzept an der Schnittstelle von natur- und sozialwissenschaftlicher Umweltforschung geworden.
Beispiele für Ökosystemleistungen sind das Bestäuben von Obstblüten durch Insekten, die Bereitstellung von nutzbarem Bewässerungs- und Trinkwasser durch natürliche Filtration von Niederschlag, die Reproduktion von Fischpopulationen als Nahrungsmittel sowie die Bereitstellung von frischer Luft und einer ansprechenden Umwelt für Freizeit, Erholung und ästhetischen Genuss.
Der Begriff der Ökosystemleistung ist abzugrenzen von dem der Ökosystemfunktion. Obwohl es terminologische Überschneidungen gibt, werden als Ökosystemfunktionen in der Regel die zum Beispiel hinter Ökosystemleistungen stehenden ökosystemaren Prozesse, seltener auch dahinterstehende ökosystemare Strukturen und Zustände bezeichnet.

## Definition
Der Begriff wurde zu Beginn der 1980er-Jahre unter der englischen Bezeichnung ecosystem service von den Biologen Paul R. Ehrlich, Anne H. Ehrlich und dem Ökologen Harold A. Mooney eingeführt. Im deutschen Sprachraum war zunächst die wörtliche Übersetzung Ökosystemdienstleistung gebräuchlich, die die Natur sprachlich als Produzent und Lieferant bestimmter immaterieller Güter für die Menschen verbildlicht. Seit etwa Mitte der 2010er-Jahre hat sich jedoch die kürzere Bezeichnung Ökosystemleistung durchgesetzt, die einem rein utilitaristischen Verständnis von Natur vorbeugt und ihr nicht – auch nicht metaphorisch – intentionales Handeln zuschreibt.
Die international maßgebliche Definition stammt aus dem Methodenband des Millennium Ecosystem Assessment. Ökosystemleistungen werden hier (Box 1, Key Definitions, S. 3) definiert als
“the benefits people obtain from ecosystems. These include provisioning services such as food and water; regulating services such as regulation of floods, drought, land degradation, and disease; supporting services such as soil formation and nutrient cycling; and cultural services such as recreational, spiritual, religious and other nonmaterial benefits.”
Eine andere einflussreiche Definition stammt von Gretchen Daily, die in ihrem Sammelband Nature’s Services erschien. Sie definiert Ökosystemleistungen als
“the conditions and processes through which natural ecosystems, and the species that make them up, sustain and fulfill human life. They maintain biodiversity and the production of ecosystem goods, such as seafood, forage, timber, biomass fuels, natural fiber, and many pharmaceuticals, industrial products, and their precursors. […] In addition to the production of goods, ecosystem services are the actual life-support functions, such as cleansing, recycling, and renewal, and they confer many intangible aesthetic and cultural benefits as well.”
Aufgrund von Kritik an beiden Definitionen wurde von Roy Haines-Young und Marion Potschin das einflussreiche Konzept der Ökosystemleistungs-Kaskade vorgeschlagen. In der üblichen Form beinhaltet die Kaskade die Stufen: Ökosystemprozesse/Biodiversität, Ökosystemfunktionen, Ökosystemdienstleistungen (services), Vorteile (benefits) für Menschen. Die MEA-Definition vermische die letzten beiden Stufen, während die Daily-Definition die ersten beiden nicht klar trennt.
Entsprechend der Unterscheidung des Kaskaden-Modells zwischen services und benefits sowie um zwischen Beiträgen von Ökosystemen und anderen Faktoren wie menschlicher Arbeit zu unterscheiden, sind Ökosystemleistungen dann auch definiert worden als “the direct and indirect contributions of ecosystems to human well-being.”

## Kategorien

### Millennium Ecosystem Assessment
Nach dem Millennium Ecosystem Assessment lassen sich Ökosystemleistungen in vier Kategorien einteilen, wobei die sogenannten unterstützenden Dienstleistungen als Basis der übrigen Dienstleistungen angesehen werden:
- Unterstützende Dienstleistungen
  - ökosystemare Dienstleistungen durch Prozesse wie Bodenbildung, Nährstoffkreislauf und Erhaltung der genetischen Vielfalt
- Bereitstellende Dienstleistungen
  - Bereitstellung von Nahrung, Wasser, Baumaterial (Holz), Fasern, Rohstoffen für Arzneimittel
- Regulierende Dienstleistungen
  - Regulierung von Klimabedingungen, Abfluss von Oberflächenwasser, Populationsgrößen von Schadorganismen, Wasserqualität, Schadstoffkonzentrationen (Abfallbeseitigung), Bestäubung
- Kulturelle Dienstleistungen
  - ökosystemare Dienstleistungen, die Erholung, Naturtourismus, ästhetischen Genuss und spirituelle Erfüllung fördern

### TEEB
In dem einflussreichen TEEB-Bericht The Economics of Ecosystems and Biodiversity: Ecological and Economic Foundations wurde eine alternative Klassifikation von Ökosystemdienstleistungen vorgeschlagen. Diese ist weitgehend deckungsgleich mit der MEA-Klassifikation, jedoch wurde auf die Kategorie der Unterstützenden Dienstleistungen verzichtet. Diese wurde durch Habitat-Dienstleistungen (Habitat Services) ersetzt, zu denen die Aufrechterhaltung von Lebenszyklen migrativer Arten und die Aufrechterhaltung genetischer Diversität zählen.

### CICES
Auf EU-Ebene wird im Rahmen des CICES-Projekts (Common International Classification of Ecosystem Services) der Europäischen Umweltagentur eine neue Klassifikation erarbeitet, die die MEA- und TEEB-Klassifikationen ablösen soll. Das Projekt steht im direkten Zusammenhang mit den Versuchen, auf EU-Ebene Standards zur umweltökonomischen Gesamtrechnung festzulegen (im Rahmen des System of Environmental-Economic Accounting, SEEA). In der aktuellen Fassung beinhaltet die CICES nur 3 Kategorien:
- Bereitstellende Leistungen
- Kulturelle Leistungen
- Regulierende und aufrechterhaltende Leistungen (in denen die Regulierenden und Habitat-Dienstleistungen der TEEB-Klassifikation zusammengefasst sind).

## Wert für den Menschen
Ohne Ökosystemleistungen wäre menschliches Leben auf der Erde nicht möglich. Solche Aussagen scheinen zu implizieren, dass Ökosystemdienstleistungen einen Wert haben, der weit über jedes sinnvoll in Geldeinheiten quantifizierbare Maß hinausgeht. Für die Gesamtheit aller Ökosystemdienstleistungen ist dies auch richtig. Dies hat beispielsweise die detaillierte Kritik am Artikel von Costanza et al. (1997) zum „Wert“ der Biosphäre gezeigt. Die Gesamtheit der Ökosystemdienstleistungen ist jedoch kaum jemals Gegenstand menschlicher Handlungsentscheidungen. Handlungsrelevante Bewertungsfragen in Bezug auf Ökosystemdienstleistungen stellen sich erst im Hinblick auf spezifische Fragestellungen.
Der Begriff der Ökosystemleistung ist definitorisch auf eine anthroporelationale (es sind Menschen, die bewerten) und eine anthropozentrische Perspektive (allein menschliche Interessen zählen) festgelegt. Dies impliziert nicht, dass es andere Relationen oder Perspektiven nicht geben kann (siehe z. B. Biozentrismus). Wenn von Ökosystemdienstleistungen die Rede ist, werden jedoch ausschließlich Nutzenstiftungen für Menschen thematisiert. Diese Nutzenstiftungen können durch verschiedene Verfahren bewertet werden:
- Die Multikriterien-Analyse (MKA; z. B. Analytic Hierarchy Process, Nutzwertanalyse) setzt verschiedene Verfahren ein, um komplexe Handlungsalternativen hinsichtlich ihrer Eigenschaften (u. a. Auswirkungen auf die Ökosystemleistungen) zu vergleichen, ohne dabei wirtschaftlichen oder finanziellen Aspekten notwendigerweise eine besondere Rolle zuzuweisen.
- Die Kosten-Wirksamkeits-Analyse (KWA) untersucht, welche von mehreren Handlungsalternativen das beste Verhältnis zwischen den aufgewandten (meist rein finanziellen) Kosten und den angestrebten Verbesserungen in der Versorgung von Ökosystemleistungen hat.
- Die Kosten-Nutzen-Analyse (KNA) untersucht die Nettobarwerte verschiedener Handlungsalternativen, die die Versorgung mit Ökosystemleistungen beeinflussen.

Die Berechnung von Nettobarwerten in der KNA setzt dabei voraus, dass der zeitliche Strom der wirtschaftlichen Vor- und Nachteile (Nettonutzen) der Handlungsalternativen hinreichend abgeschätzt werden kann. Bei „umweltrelevanten“ Handlungsalternativen setzt dies die Abschätzung der Veränderungen der betroffenen Ökosystemleistungen sowie deren Monetarisierung voraus. Für die Umrechnung in Geldeinheiten stehen wiederum verschiedene Verfahren zur Verfügung; insbesondere Befragungsmethoden (z. B. die Kontingente Bewertungsmethode) sind dabei oft leichter für die Bewertung der Ökosystemdienstleistungen anzuwenden als für die Bewertung von Ökosystemfunktionen. Auch die monetäre Bewertung von Ökosystemdienstleistungen bleibt jedoch schwierig, wenn im engeren Sinne „essentielle“ Ökosystemdienstleistungen in großem Umfang betroffen werden.
Um die Bereitstellung von Ökosystemleistungen zu sichern, werden spezielle Honorierungsmechanismen (Payments for Ecosystem Services, PES) eingesetzt.

## Gefährdung durch Umweltschäden
Die Verfügbarkeit von Ökosystemleistungen kann sich in der Folge von Umweltverschmutzung oder anderem nicht nachhaltigen Management rapide verschlechtern. Weltweit befinden sich 60 % der vom Millennium Ecosystem Assessment untersuchten Ökosystemdienstleistungen in einem Zustand von Degradation oder nicht nachhaltiger Nutzung, der von abnehmender Quantität und Qualität der Ökosystemdienstleistungen geprägt ist. Von 24 erfassten bereitstellenden, regulierenden und kulturellen Dienstleistungen erhöht sich der Nutzungsdruck gegenwärtig bei 20.
Über 15.000 Wissenschaftler haben 2017 eine eindringliche Warnung an die Menschheit veröffentlicht, die belegt, dass die Ökosystemleistungen erheblich gefährdet sind und die Chancen ihres Erhaltes derzeit negativ eingeschätzt werden.
In der Landwirtschaft kann eine Diversifikation der Anbausysteme zu einer Förderung der Ökosystemleistungen führen. Insgesamt konnten Verbesserungen für die Biodiversität, die Bestäubung, die Schädlingsbekämpfung, den Nährstoffkreislauf, die Bodenfruchtbarkeit und die Wasserregulierung nachgewiesen werden.

## Diskussion um Anwendung und Anwendungsgrenzen

### Allgemeine Anwendungsgrenzen
In ihrer über 30 Studien zusammenfassenden Arbeit führen Costanza et al. 1997 eine Reihe von Sachverhalten an, die der praktischen Umsetzung von Wertermittlungen bei Ökosystemleistungen Grenzen setzen.
1. Für viele Biome (Tundra, Wüste, Ackerland, Meere u. a.) fehlen vollständige und valide Datengrundlagen für viele Kategorien von Leistungen. Würden diese Daten einbezogen, wäre von einer Erhöhung des Werts der untersuchten Ökosysteme auszugehen.
2. Die derzeitige monetäre Bewertung vieler Dinge und Leistungen ist nicht universell, da sie z. B. die Werte von Ökosystemen, des informellen Sektors und anderen Bereichen nicht einbezieht. Die Bewertung von Ökosystemdienstleistungen geht aber von der derzeitigen monetären Bewertung von Dingen und Dienstleistungen aus.
3. Die Bewertungsgrundlage ist teilweise der Zahlungsbereitschafts-Ansatz, d. h. der Preis, den die Menschen für eine Dienstleistung bereit wären zu bezahlen. Bei der individuellen Bewertung werden Werte wie soziale Fairness, ökologische Nachhaltigkeit und andere Faktoren nicht ausreichend berücksichtigt.
4. Die „Infrastruktur-Leistung“ von Ökosystemen wird nicht berücksichtigt und nicht in den Gesamtwert einbezogen.
5. Zwischen den einzelnen Leistungen gibt es Trade-offs, da sie mitunter in einer antagonistischen Beziehung zueinander stehen. Die simultane Maximierung aller gewünschten Effekte ist in dem hoch komplexen System schwierig. Die Berechnung von Leistungen ebenfalls.

### Kulturelle Ökosystemleistungen
In der Diskussion ist weiterhin die Operationalisierung des Konzeptes der sogenannten Kulturellen Ökosystemleistungen. Es geht dabei um Versuche der Definition, Erfassung und Bewertung dieser Leistungen aus Forschungsbereichen wie Landschaftsästhetik/Landschaftsbildbewertung, Kulturlandschaftspflege und Erholungsplanung.
Eine grundsätzliche Kritik am Konzept der Kulturellen Ökosystemleistungen weist auf Folgendes hin: Erstens beruhten wesentliche kulturelle Werte unserer natürlichen bzw. kulturell überformten Umwelt auf dem einzigartigen Charakter (Eigenart) von Gebieten, der sich mit den allgemeinen, naturwissenschaftlichen Parametern, anhand derer Ökosysteme beschrieben werden, nicht erfassen ließen; zweitens werde die Umwelt, wenn es um solche Wertschätzungen geht, nicht als Ökosystem wahrgenommen, sondern in emotionaler und ästhetisch-subjektiver Auffassungsweise als Landschaft, Wildnis etc.; drittens gründeten diese Wertschätzungen nicht in ökologischen Eigenschaften und Prozessen, sondern in kulturell geprägten Auffassungsweisen und Deutungsmustern.
Im Gegensatz zu grundsätzlich ablehnenden Wortmeldungen beurteilen andere Autoren die Anwendbarkeit des Konzepts als eine empirische Frage. Für eine Vielzahl an Beispielen habe die Forschung einen substantiellen Beitrag spezifischer Ökosysteme zur Befriedigung bestimmter kultureller Bedürfnisse und Wünsche nachgewiesen. Dies gelte gerade auch für die ästhetische Wahrnehmung und Bewertung der Landschaft. Auch im Sinne rechtlicher Regelungen zum Landschaftsschutz müsse gerade die Wechselwirkung natürlicher und kultureller Faktoren betont werden – ansonsten drohe eine weiter fortschreitende Unterbewertung der kulturellen Nutzenstiftungen ökologischer Systeme.
Um den kulturellen, sozialen und wirtschaftlichen Nutzen von Ökosystemen und Landschaften zu beschreiben, wird in der neueren Forschung auch der alternative Begriff Landschaftsleistungen verwendet. Die Verwendung des Begriffs «Landschaft» anstelle von «Ökosystem» zielt darauf ab, ein breiteres Publikum, insbesondere Raumplaner und Architekten, anzusprechen. Der Ansatz der Landschaftsleistungen dient auch als Grundlage für partizipative Verfahren zur Gestaltung spezifischer Landschaften: Im Dialog zwischen Öffentlichkeit, Politik und Forschung können damit Potenziale von Landschaften benannt und Qualitäten von Landschaften gezielt gefördert werden.